# Motivation EP
Motivation EP — мініальбом канадського панк-гурту Sum 41, випущений 12 березня 2002 року. Диск видано після запуску синглу «Motivation».

## Список композицій
1. «Motivation (сингл Sum 41)»
2. «All She's Got» (Live)
3. «Crazy Amanda Bunkface»
4. «What We're All About»

## Виконавці
- Деррік «Bizzy D» Уіблі — гітара, вокал
- Дейв «Brownsound» Бекш (Dave Baksh) — гітара, вокал
- Джейсон «Cone» МакКеслін — бас-гітара
- Стів «Stevo32» Джокс — ударні